# Марко Турлаков
Марко Иванов Турлаков е български политик от Българския земеделски народен съюз.

## Биография
Роден е през 1853 г. в Караджалии, днешно Сърнево. От 1900 г. е в БЗНС. В периода 1907 – 1910 г. е редактор на вестник „Земеделско знаме“, а по време на Балканската и Междусъюзническата война е редактор на списание „Земеделска мисъл“. Марко Турлаков е един от осъдените на затвор по време на Деклозиеровата афера. Министър в правителството на Александър Стамболийски, но след несъгласие с част от реформите на БЗНС е изключен от партията и изгонен от правителството. Оттегля се от активна политическа дейност през 1934 г.